# Die Königin von Siebenbürgen
Die Königin von Siebenbürgen ist ein Märchen (AaTh 400, 518). Es steht in Ulrich Jahns Volksmärchen aus Pommern und Rügen an Stelle 56.

## Inhalt
Ein verdienter Soldat namens Johann wird vom König einfach weggeschickt. Er kommt zu einem Haus mit einer schwarzen Seejungfer, die er erlösen soll, indem er drei Nächte schweigt. Die Hexe, die sie verwünscht hat, muss ihm kochen. Um elf Uhr kommen zwölf Kerle, wollen mit ihm Kartenspielen und sägen ihm eine Schnur durch die Haut, hauen ihn die zweite Nacht auf dem Amboss und braten ihn die dritte, doch er hält aus. Morgens heilt ihn die Seejungfer mit Salbe, ist braun, dann grau geworden, dann die schönste Prinzessin. Aus ihrem Königreich Siebenbürgen will sie ihn mittags in einem schwarzen, einem braunen, schließlich einem weißen Wagen abholen, wenn er wach wäre. Doch die Hexe gibt ihm Schlaftrunk. Die Prinzessin kann ihm nur ihr Taschentuch hinlegen und nicht mehr zu ihm, der Glasberg trennt sie. Er will sie aufsuchen. In einem Haus versteckt ihn ein Mädchen vor drei Räubern, die Siebenmeilenstiefel, einen Tarnmantel und eine nie leere Geldbörse vergraben. Die gräbt er aus, kommt zum Glasberg, aber nicht hinauf. Ein Gastwirt gebietet den Tieren, ein zweiter den Fischen, der dritte den Vögeln. Der Storch trägt Johann etwas hoch, doch er rutscht wieder ab. Drei Brüder streiten um einen fliegenden Schimmel. Den nimmt er ihnen ab und überfliegt den Glasberg nach Siebenbürgen, wo die Prinzessin eben heiratet. Er hält ihr ihre drei Tücher in den Wagen, dass sie die Hochzeit verschiebt, legt sie ihr dann unsichtbar in den Schoß, und zeigt sich. Der andere Bräutigam muss gehen, Johann wird König.

## Herkunft
Jahn gibt an: „Mündlich aus Zabelsdorf, Kreis Randow.“ Er liefert zu Nr. 54–57 noch zwei Varianten, siehe Die Maränen. Siebenbürgen liegt fern. Der Held heißt Johann, in Wolfs Die dreizehn verwünschten Prinzessinnen nennt sie ihn „Johannes Erlöser“. „Wer A gesagt, muss auch B sagen“, bekennt er eingangs, wie in Grimms Hänsel und Gretel. Die Handlung ähnelt Die Rabe, Wolfs Von der schönen Schwanenjungfer. Der auch aus Jenseitsvorstellungen bekannte Glasberg ist dem Märchenhelden nur ein Hindernis, das er überwinden muss. Die Frau nutzt zuletzt das Schlüsselgleichnis, wie schon in Jahns Nr. 54 Die Maränen.